# Ceulen (familie)

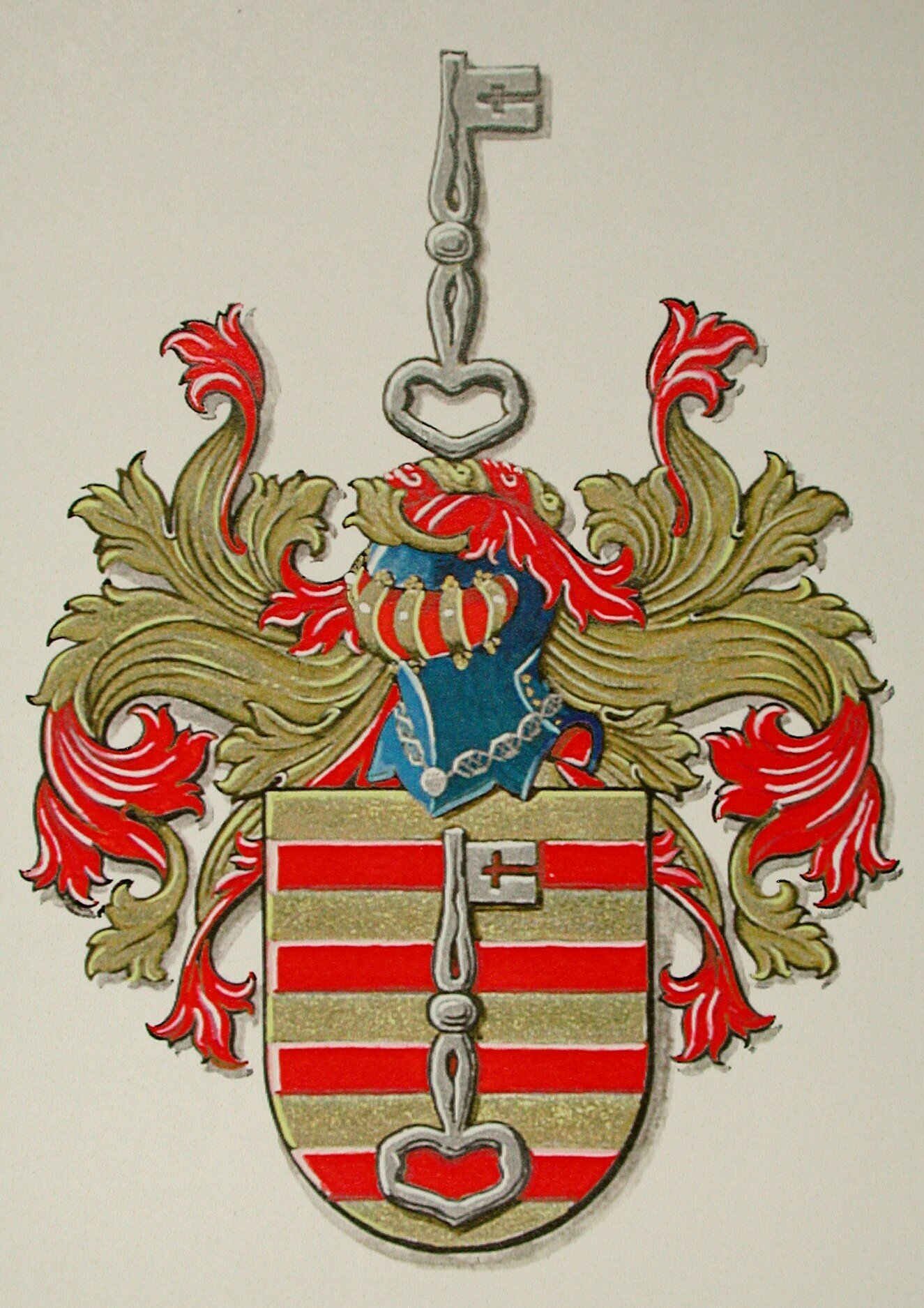
Wapen van de familie Ceulen

Ceulen is een van oudsher Limburgse familie.

## Geschiedenis
In de 18e eeuw begon de familie land in de omgeving van Maastricht en delen van de Sint-Pietersberg toe te eigenen. Zo werden zij grootgrondbezitter in Limburg en speelde het geslacht tot de 20ste eeuw een rol in de kalk- en mergelwinning van Maastricht. Gedurende deze periode waren vijf leden van de familie burgemeester van de gemeente Sint-Pieter, waarvan de eerste in 1767.

## Kalksteen- en mergelindustrie
Op 22 maart 1783 koopt Petrus Ceulen, na zijn huwelijk met Theresia Everaerts, van Augustinus Godefridus Collette (vice-hoogschout van Maastricht) grond die van de mergelgroeve in de Sint-Pietersberg tot een laad- en losplaats aan de dichtstbijzijnde rivier loopt. Colette had deze grond van verschillende eigenaren overgenomen waardoor er een weg langs de Sint-Pietersberg liep waarop tolwegen vermeden werden. Voor een bedrag van 3000 gulden wordt deze weg overgenomen. Petrus liet plaatselijke blokbrekers de kalksteen en mergel ontginnen om deze vervolgens over de Maas te exporteren. Hiermee begint de exploitatie van kalk en mergel door de familie Ceulen.
Vier generaties wordt het grondbezit gebruikt voor deze handel waarmee er binnen de gemeente Sint-Pieter voor werkgelegenheid wordt gezorgd. Daarnaast maken de bewoners uit de omgeving gebruik van de mergel voor de land- en huizenbouw. In de 19e eeuw worden verscheidene onderdelen van de Sint-Pietersberg vernoemd naar de familie zoals bijvoorbeeld de Oude Ingang van Ceulen (Ingang achter de kerk), de tunnel van Ceulen (Ganzendries (Maastricht) en de Berg van Ceulen (Noordelijk Gangenstelsel). In deze zelfde periode nam het gebruik van kalksteen en mergel in Limburg af door de opkomst van cement.

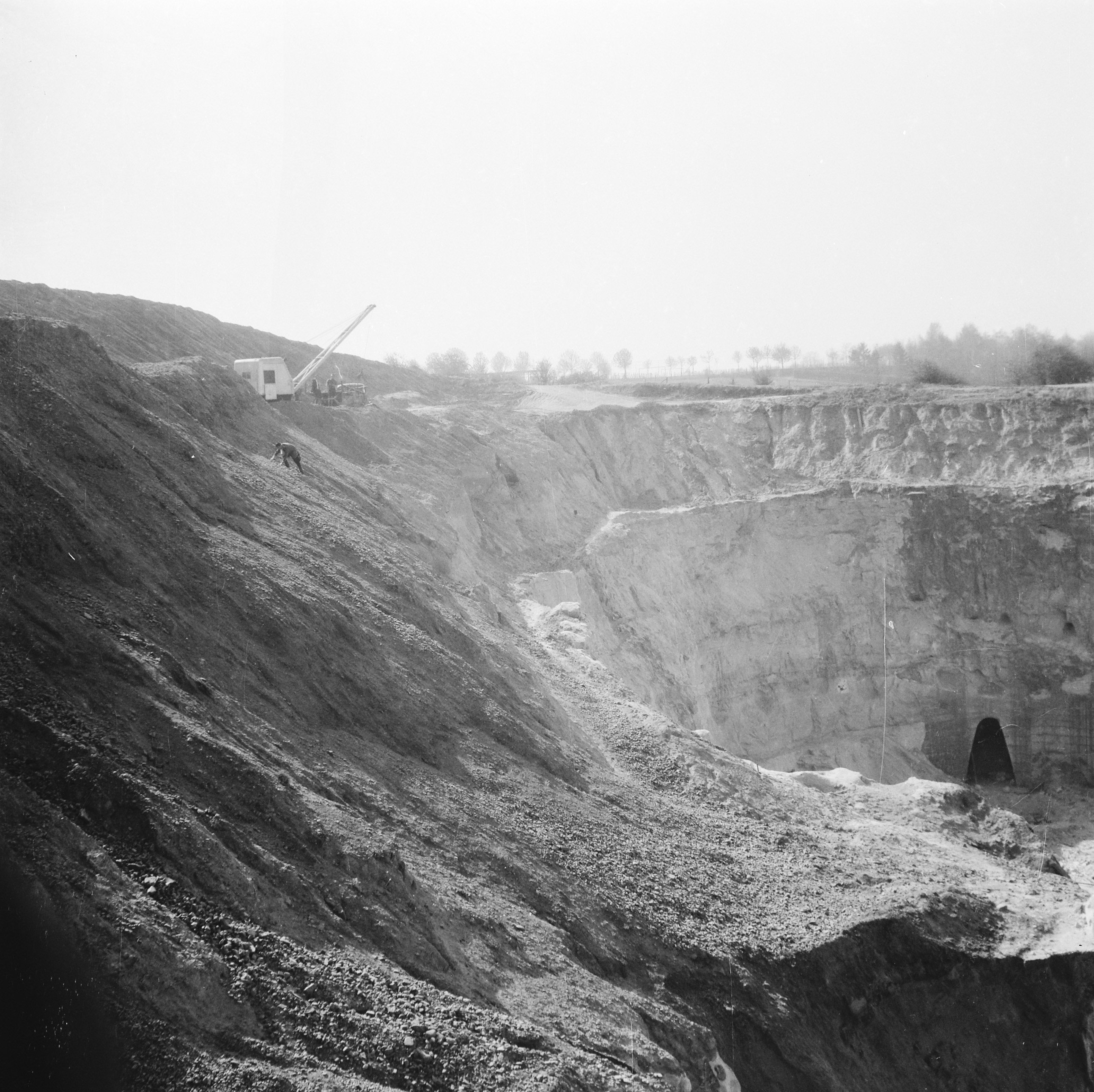
Afgraving door N.V. Kalkmergel- maatschappij 'Sint-Pietersberg'

Met het eindigen van de Eerste Wereldoorlog herleeft de Nederlandse mergelindustrie doordat Nederland wordt afgesloten van het in België vervaardigde cement en door de grote schade die in Europa is aangericht. Zodoende besluit P.L.H. Ceulen samen met J.T. van der Zwaan in 1916 de N.V. Kalkmergelmaatschappij ‘Sint Pietersberg’ op te richten. Ceulen wordt grootaandeelhouder aangezien de bedrijfsvoering plaats zal vinden op de grond van de familie. Daarnaast neemt hij samen met andere investeerders van groot kapitaal zitting in het commissariaat.
Vanaf 1919 wordt er door de N.V. gebruik gemaakt van een 180 meter lange kabelbaan over de berg voor de verscheping van de mergel. Dit vergde veel onderhoud en om die reden kreeg Ir. D.C. van Schaïk in 1927 de opdracht van het bedrijf om de eerste bergtunnel van Nederland te graven waardoor de mergel vervoerd kon worden.
Op het hoogtepunt kende het bedrijf een internationale klantenkring waaronder verschillende Europese gemeentes, bijvoorbeeld Parijs. In 1966 sluit het bedrijf haar deuren.

## Krijtje van Ceulen
Zes leden van het koninklijk huis, te weten koning Willem II, koning Willem III, prins Willem van Oranje, koningin Emma, koningin Wilhelmina en prinses Beatrix, plaatsten hun handtekening in de ondergrondse gangen van de Sint-Pietersberg. Dit deden ze met een speciaal vetkrijtje dat hen door de gastheer - steevast een lid van de familie Ceulen - werd verstrekt. Dit zogenaamde 'Krijtje van Ceulen' wordt door de familie Ceulen bewaard in een zilveren, gegraveerd doosje. 

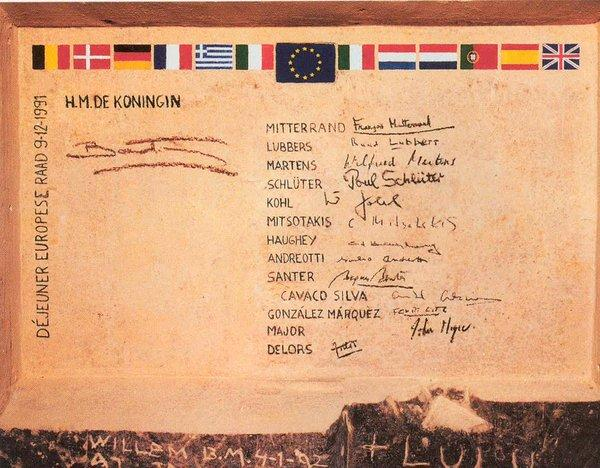
Handtekeningen Europese staatshoofden

Na het bezoek in 1904 van koningin Wilhelmina met haar gemaal Prins Hendrik von Mecklenburg-Schwerin aan de grotten kreeg burgemeester Johannes Ceulen de onderscheiding van Ridder in de Orde van Oranje-Nassau.
Het laatste voorbeeld uit de traditie is prinses Beatrix die tijdens de Europtop van 1992 in Maastricht gastvrouw was op Kasteel Neercanne ter ere van een diner voor de Europese regeringsleiders. Na afloop brachten ze een bezoek aan de ondergrondse gangen van Limburg waarna zij allen hun handtekening op een mergelwand plaatsten aldaar.

## Burgemeester Ceulenstraat in Maastricht
In 1920 werd St. Pieter geannexeerd door de gemeente Maastricht. De laatste handeling van de gemeenteraad betrof de hernoeming van de Groenstraat tot de Burgemeester Ceulenstraat, uit erkenning voor de 150 jaar dat de familie Ceulen een burgemeester had geleverd.
De familie woonde in deze periode in het herenhuis van de Groenstraat op nummer 80.

## Kunstbunker Noordelijkgangenstelsel
Joseph H. Ceulen (1902-1961) was eigenaar van het Noordelijk gangenstelsel en trad zodoende tijdens de Tweede Wereldoorlog op als bewaarder van de Nederlandse kunstschatten, waaronder de Nachtwacht, in de Kunstbunker Sint-Pietersberg. In 2017 plaatste de gemeente Maastricht, ter herinnering aan hem, een plaquette in dit deel van de Sint-Pietersberg.

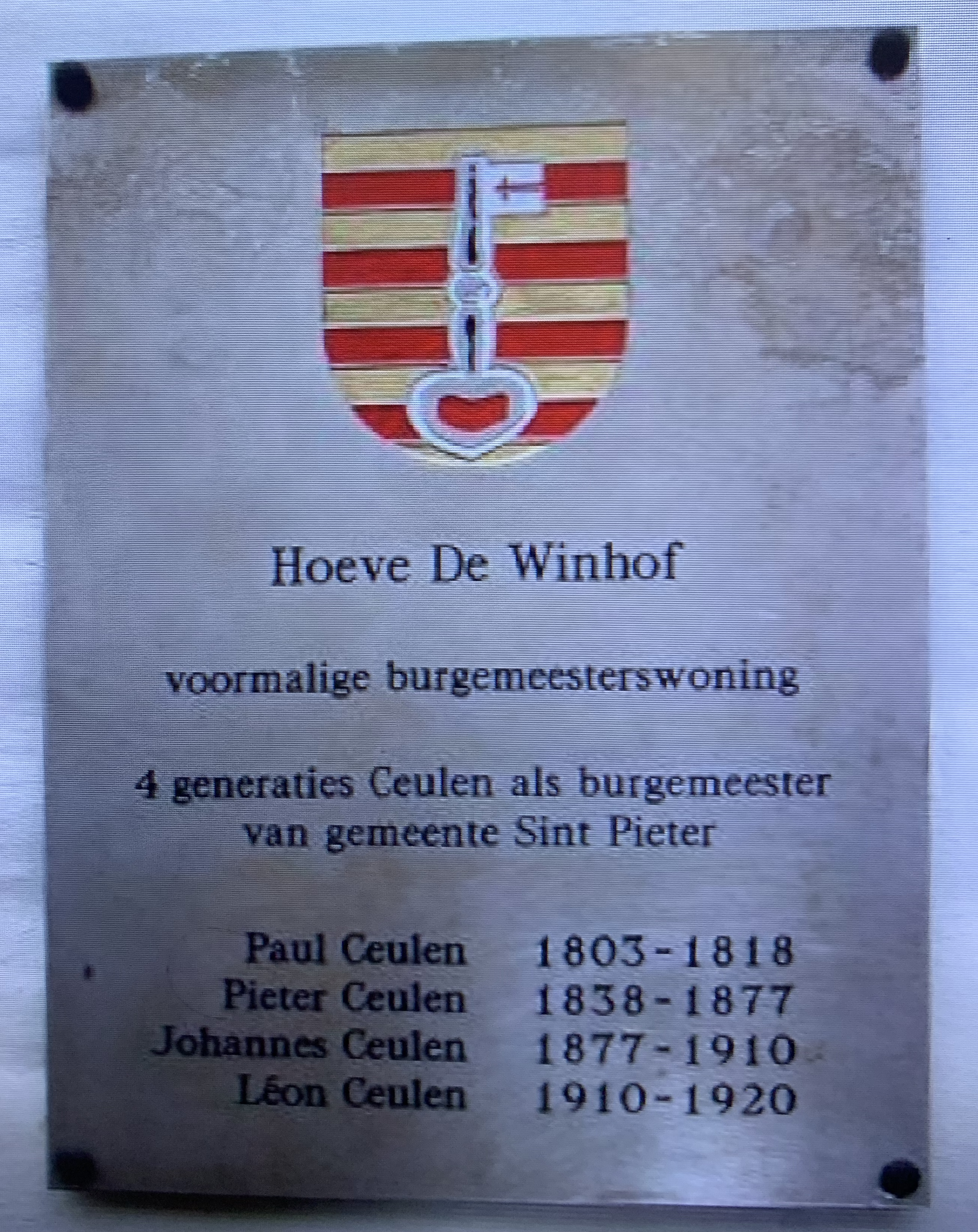
Gedenkteken in Maastricht

## Enkele leden
- Petrus Ceulen (1727-1790), Burgemeester Sint Pieter (1767), Mergelexploitant (1783-1790), herenboer en onderdeel van de patriottenbeweging
  - Matthieu Ceulen (1754-1818), kanunnik van het kapittel van Onze-Lieve-Vrouwe te Maastricht, Directeur van de kanunniken der Bonnefantenklooster (Maastricht), Parochievicaris van St. Pieter (1797-1805), pastoor van St. Pieter (1805)
  - Paulus Ceulen (1757-1818), Maire (burgemeester) van St. Pieter (1803-1814), Burgemeester van St. Pieter (1814-1818), grondeigenaar
  - Michaël Ceulen (1767-1811), municipaal agent en Schepen van St. Pieter
    - Petrus Hubertus Ceulen (1809-1877), Burgemeester Sint Pieter (1838-1877), Bestuurslid Maatschappij van Landbouw en Bloemkweeking Hertogdom Limburg (1839-1866)
      - Helena Josephina Hubertina Ceulen (1835-1892), Oprichtster van Brouwerij Marres Ceulen[6]
      - Johannes Petrus Hubertus Ceulen (1840-1910), Burgemeester St. Pieter (1877-1910), Tweede luitenant in de Schutterij (historisch) van Limburg (1868-1872), Eerste luitenant in de Schutterij van Limburg (1872-1876), Ridder in de Orde van Oranje-Nassau
        - Pieter Leon Hubertus Ceulen (1874-1946), Burgemeester van St. Pieter (1910-1920), oprichter N.V. Kalkmergelmaatschappij Sint-Pietersberg, gemeenteraadslid Maastricht (1920-1931) en (1932-1939), voorzitter raad van toezicht Boerenleenbank, Comité voor nationaal huwelijksgeschenk Juliana & Bernard Piet Hein (schip, 1937)
        - Anfridus Guillemus Hubertus Ceulen (1878-1937), rentmeester en regent in het Burgerlijk Armbestuur van Maastricht
          - Jozef Ceulen (1917-2008), Nederlands diplomaat te Parijs, Bonn en Indochina & ambassadeur bij de Heilige Stoel, Officier in de orde van Oranje-Nassau en ridder in de Orde van de Nederlandse Leeuw[7]

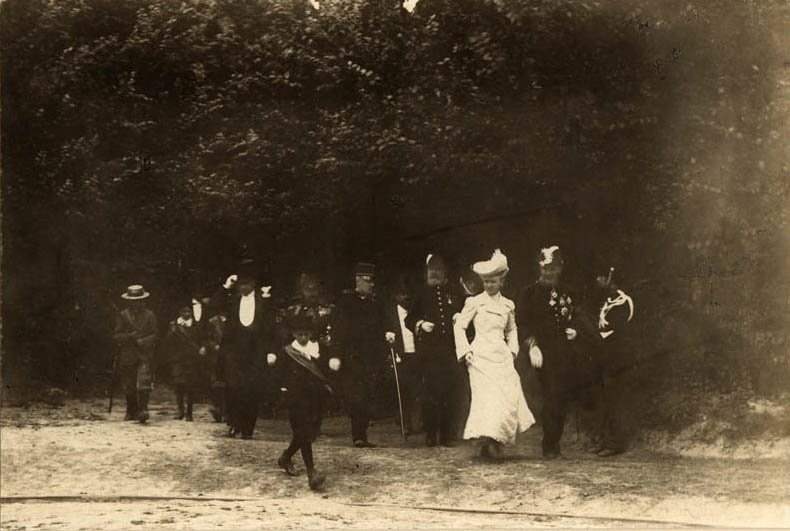
Wilhelmina met links van haar Johannes P.H. Ceulen